# Emmen Vulkanieten Formatie
De Emmen Vulkanieten Formatie (sic) is een geologische formatie in de diepere ondergrond van het noordoosten van Nederland. De formatie komt uit het Perm en bestaat naast kleisteen ook uit vulkanische lagen (namelijk basalt), wat een uitzondering is in de Nederlandse ondergrond. In de ondergrond van het noorden van Duitsland komt meer lava uit hetzelfde tijdperk voor. De Emmen Vulkanieten Formatie behoort tot de lagen van het Onder-Rotliegend.

## Beschrijving
De Emmen Vulkanieten Formatie is een afwisseling van lagen roodbruine tot groenige basalt met rossige of grijzige kleisteen. De basaltlagen bestaan uit afzonderlijke lavastromen, of in het geval van een grotere dikte uit meerdere, elkaar afdekkende stromen.
De formatie ontstond in een continentale omgeving onder aride omstandigheden.

## Stratigrafie
De Emmen Vulkanieten Formatie behoort tot de Onder-Rotliegend Groep. Ze ligt discordant op lagen uit het Carboon die behoren tot de Limburg Groep. Onder de vulkanieten komen in het Onder-Rotliegend op sommige plekken nog basale klastische gesteenten voor, maar die situatie is in boringen in Nederland nog niet aangetroffen.
De eerstvolgende afzetting na de Emmen Vulkanieten Formatie in de Nederlandse ondergrond is het Boven-Rotliegend. Omdat dit niet overal aanwezig is, kan boven op de Emmen Vulkanieten Formatie ook direct het Zechstein liggen.